# 阿特拉克河副鰍
阿特拉克河副鰍（學名：Paracobitis atrakensis），為輻鰭魚綱鯉形目條鰍科副鰍屬的其中一種。分布於亞洲伊朗Atrak及 Bidvaz河流域，體長可達13.1公分，棲息在河川底層水域，生活習性不明。

## 扩展阅读
維基物種上的相關：阿特拉克河副鰍